# Cormocephalus neocaledonicus
Cormocephalus neocaledonicus är en mångfotingart som först beskrevs av Kraepelin 1903.  Cormocephalus neocaledonicus ingår i släktet Cormocephalus och familjen Scolopendridae.
Artens utbredningsområde är Nya Kaledonien. Inga underarter finns listade i Catalogue of Life.